# Steinheim an der Murr
Steinheim an der Murr is een plaats in de Duitse deelstaat Baden-Württemberg, gelegen in het Landkreis Ludwigsburg. De stad telt 12.122 inwoners.

## Geografie
Steinheim an der Murr heeft een oppervlakte van 23,19 km² en ligt in het zuidwesten van Duitsland.

## Steinheimmens
In 1933 werd door Karl Sigrist in een zandgroeve bij Steinheim een fossiele schedel van het genus Homo gevonden, de steinheimmens. Deze werd oorspronkelijk geclassificeerd als Homo steinheimensis, tegenwoordig als Homo heidelbergensis.

## Geboren
- Philipp Christoph Zeller (1808), entomoloog

Affalterbach · 
Asperg · 
Benningen am Neckar ·
Besigheim · 
Bietigheim-Bissingen · 
Bönnigheim · 
Ditzingen ·
Eberdingen · 
Erdmannhausen · 
Erligheim · 
Freiberg am Neckar ·
Freudental · 
Gemmrigheim · 
Gerlingen · 
Großbottwar ·
Hemmingen · 
Hessigheim · 
Ingersheim ·
Kirchheim am Neckar · 
Korntal-Münchingen · 
Kornwestheim ·
Löchgau · 
Ludwigsburg ·
Marbach am Neckar · 
Markgröningen · 
Möglingen ·
Mundelsheim · 
Murr · 
Oberriexingen ·
Oberstenfeld · 
Pleidelsheim · 
Remseck am Neckar ·
Sachsenheim · 
Schwieberdingen · 
Sersheim ·
Steinheim an der Murr · 
Tamm · 
Vaihingen an der Enz · 
Walheim